# R&B/Hip-Hop Airplay
Hot R&B/Hip-Hop Airplay — музыкальный хит-парад, составляемый журналом Billboard, включающий в себя популярные в радиоэфире композиции в стиле хип-хоп и R&B музыки. Позиции в хит-параде формируются на основе данных о ротации на определённых американских радиостанциях, специализирующихся на R&B и хип-хоп музыке. Чарт также публикуется журналом R&R под названием Urban National Airplay.

## Информация о чарте
Чарт Hot R&B/Hip-Hop Airplay состоит из 40 позиций, распределяемых на основе популярности различных композиций в радиоэфире. Hot R&B/Hip-Hop Airplay является компонентом общего чарта хип-хоп и R&B музыки Hot R&B/Hip-Hop Singles & Tracks, то есть позиции первого учитываются при итоговом формировании второго чарта. Данные о ротации композиций формируются на основе мониторинга 77 радиостанций США, проигрывающих музыку в стиле R&B/хип-хоп.
Единственным синглом за всю историю чарта, дебютировавшим на 1 месте, стала песня Джанет Джексон 1993 года «That's the Way Love Goes».